# Macrina Maior
Macrina Maior (ou a Velha) (antes de 270 – ca. 340) foi a mãe de Basílio, o Velho e a avó de Basílio, o Grande, São Gregório de Níssa, São Pedro de Sebaste (os Padres capadócios) e Santa Macrina Menor (ou a Jovem).

## Vida e obras
Pouco se sabe sobre esta santa. Ela morava em Neocesareia na província romana de Ponto e, durante a perseguição aos cristãos sob o imperador romano Galério, Macrina supostamente fugiu com o marido para a costa do Mar Negro. Ela se tornou viúva e é a padroeira das viúves e invocada contra pobreza.
Como ela conheceu Gregório Taumaturgo, primeiro bispo de sua cidade, e ele morreu em 270, certamente ela nasceu antes disso.